# Иргер, Иосиф Маркович
Иосиф Маркович Иргер (8 октября 1910, Минск — 2 марта 1982, Москва) — советский нейрохирург.

## Биография
В 1931 г. окончил лечебный факультет Белорусского медицинского института, после чего работал ассистентом кафедры нормальной анатомии этого института.
С 1932 до 1933 г. проходил службу в РККА в качестве врача. По окончании службы в армии Иосиф Маркович уехал в Москву и работал на кафедре факультетской хирургии 1-го Московского Государственного медицинского института под руководством Н. Н. Бурденко, где защитил кандидатскую диссертацию на тему: «Материалы к учению о мобилизации суставов (анкилозы и артропластика)». В 1938 г. Он перешёл на работу в НИИ нейрохирургии, связав судьбу с этой специальностью.
В 1940 году был призван в армию. Прошёл Финскую и всю Великую Отечественную войну, которую закончил в должности начальника нейрохирургического отделения. После окончания войны по заданию командования Советской армии занимался организацией медицинского факультета Берлинского университета.
Демобилизовавшись из армии в 1946 г., работал старшим научным сотрудником Центрального нейрохирургического института им. Н. Н. Бурденко. С 1953 г. И. М. Иргер руководил организованным им нейрохирургическим отделением больницы им. С. П. Боткина. В 1955 г. он защитил докторскую диссертацию на тему: «Хирургическое лечение опухолей мозжечка».
В 1962 г. И. М. Иргер основал нейрохирургическое отделение в клинике нервных болезней 1-го Московского медицинского института им. И. М. Сеченова, где и работал в качестве профессора до последнего дня своей жизни. Оперировал многих знаменитых людей. Первым, кого Н. И. Гращенков позвал к получившему тяжелую сочетанную черепно-мозговую травму академику Л. Д. Ландау, был профессор И. М. Иргер. Его диагноз и тактику лечения потом подтвердил приглашенный на консилиум У. Пенфилд. Иосиф Маркович «собрал по кусочкам», попавшего в катастрофу лётчика-испытателя Г. К. Мосолова, ставшего впоследствии Героем Советского Союза.

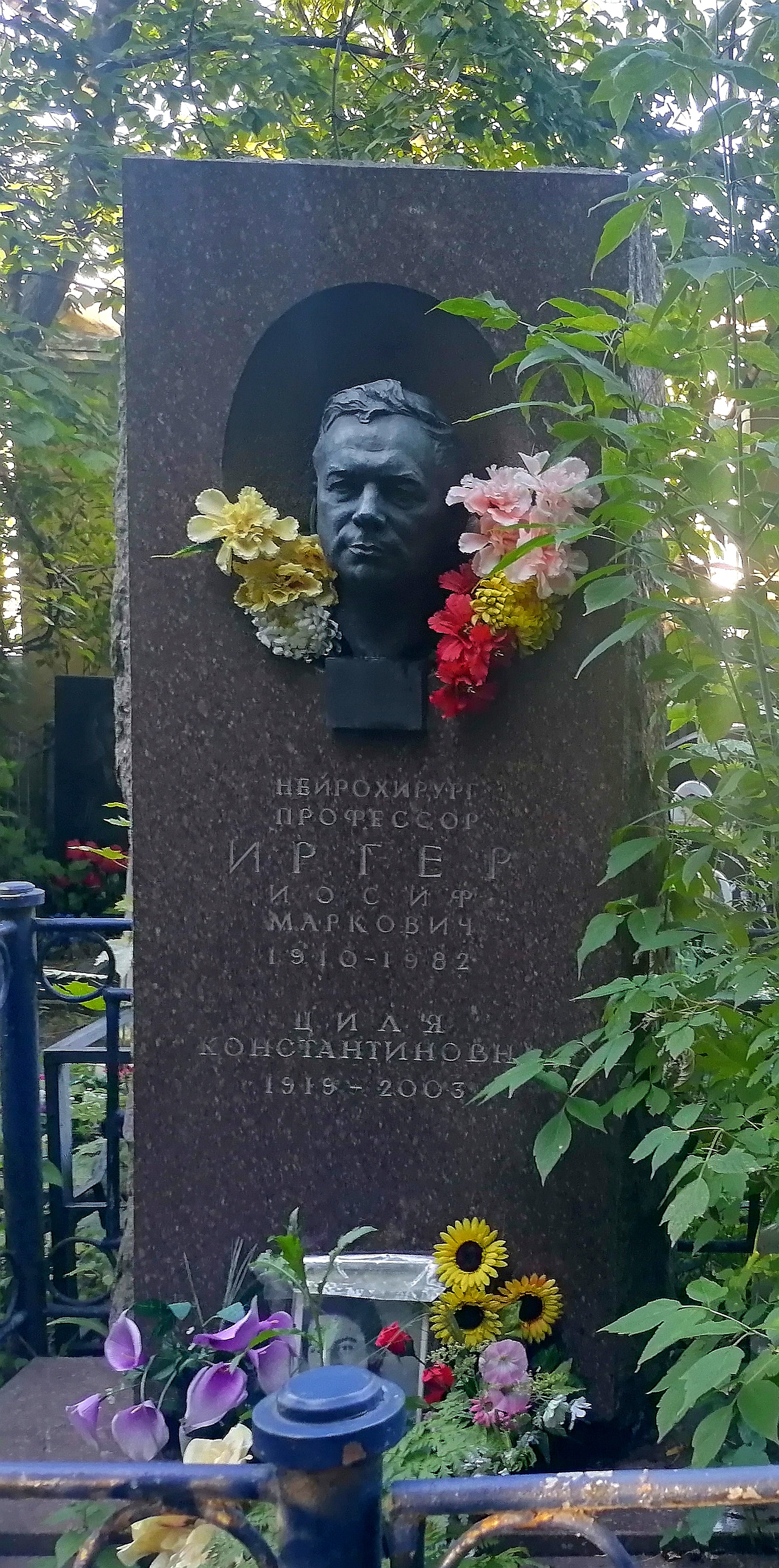
Могила Иргера на Ваганьковском кладбище.

Умер Иосиф Маркович в 1982 году. Похоронен на Ваганьковском кладбище (4 уч.).

## Научная деятельность
Круг научных интересов профессора И. М. Иргера был чрезвычайно широк. Им внесён вклад в разработку проблем лечения черепно-мозговой травмы, нейроонкологии, краниовертебральных аномалий, заболеваний спинного мозга. Результаты исследований были отражены более чем в 180 научных статьях и 8 монографиях. Особое место среди этих работ занимает его учебник «Нейрохирургия». Первое издание учебника вышло в 1971 г. После этого учебник был переиздан в 1982 г. В течение многих лет учебник И. М. Иргера оставался единственным учебным пособием по нейрохирургии для студентов в СССР.
Под его руководством было защищено 29 кандидатских и 4 докторские диссертации. В течение многих лет И. М. Иргер был заместителем главного редактора журнала «Вопросы нейрохирургии имени академика Н. Н. Бурденко».
Иосиф Маркович познакомился с Лихтерманом Л. Б. в 1957 г., когда читал лекции по программе усовершенствования в ЦИУВ по неврологии на базе Боткинской больницы. В 1962 г. Иргер при организации нейрохирургии в нервной клинике 1-го МОЛМИ им. И. М. Сеченова пригласил Лихтермана на встречу с профессором-неврологом Александром Моисеевичем Вейном.
На II Всесоюзном съезде нейрохирургов в Центральном доме литераторов в 1976 г. профессор Игре выступает докладчиком о роли стабилизации шейных позвонков человека.

## Личная жизнь
Супруга — Циля Константиновна.
Иосиф Маркович коллекционировал картины, альбомы, книги художественные и публицистические, научную литературу — был широко эрудированным в живописи, хорошо знал поэзию и был завзятым театралом. Кабинет его располагал богатейшим собранием фундаментальных монографий и руководств по нейрохирургии, неврологии, нейрорентгенологии на английском и немецком языках. Его друзьями являлись видные деятели художественной интеллигенции: скульптор Л. Е. Кербель, писатели Д. С. Гранин и Э. Кроткий, художник А. Г. Тышлер.